# 頤海國際
頤海國際控股有限公司，簡稱頤海國際控股和頤海國際（英語：Yihai International Holding Limited，港交所：1579），在2005年，四川海底撈餐飲股份有限公司成立成都分公司，主營生產並向其及營運的火鍋餐廳供應火鍋底料產品。而四川海底撈餐飲，是在1994年，由舒萍、施永宏（主席）和李海燕創立。
股份在2016年7月13日於港交所主板上市。招股定價為3.42港元，全球發售為2.6億股，集資額為7.502億港元，用作興建廠房、收購、推廣等。
2017年8月，該公司討論面對旗下两店被曝光的卫生問題。
2017年9月17日，該公司旗下頤海（上海）食品有限公司和馥海（上海）食品有限公司訂立火鍋産品互供框架協議，産品互供框架協議為期不超過3年。

## 連結
- 官方网站